# Wechselstromgenerator

Wechselstromgenerator

Ein Wechselstromgenerator oder auch Wechselstromerzeuger ist eine besondere Ausführungsform eines elektrischen Generators, der zur Erzeugung von Wechselstrom dient. Da bei diesem Generatortyp im Gegensatz zum Gleichstromgenerator keine Kommutierung stattfindet, wird ein Wechselstrom erzeugt, dessen Frequenz proportional zur Rotordrehzahl ist. Für die Stromerzeugung im großen Stil sind ältere Einphasen-Wechselstromgeneratoren heute nur noch von untergeordneter Bedeutung. Sie werden heutzutage nur für kleine Leistungen (u. a. Notstromversorgungen) bis etwa 2,2 Kilowatt gebaut. Der am weitesten verbreitete Wechselstromgenerator ist der Fahrraddynamo, der nach dem von Hippolyte Pixii konstruierten Generatorprinzip funktioniert. Deutlich häufiger kommen heute Mehrphasenwechselstromgeneratoren zum Einsatz.

## Geschichte

Funktionsprinzip eines Wechselstromgenerators mit Permanentmagnet

- 1820 André-Marie Ampère entdeckt, dass ein elektrischer Strom ein Magnetfeld beeinflusst
- 1831 Michael Faraday entdeckt die elektromagnetische Induktion
- 1832 Hippolyte Pixii konstruiert den ersten Wechselstromgenerator mit Permanentmagnet
- 1866 Werner Siemens erbaut den ersten praktisch verwendbaren Generator

Beim ersten Wechselstromgenerator vom Franzosen Hippolyte Pixii rotierte ein Hufeisenmagnet vor zwei in Reihe geschalteten Spulen. Die sich ändernde magnetische Flussdichte induziert in den Spulen eine Wechselspannung. Da man damals aber nicht an Wechselstrom, sondern an Gleichstrom interessiert war, baute man einen Kommutator ein, der aus dem Wechselstrom einen Gleichstrom machte. Dieses Prinzip der Gleichstromerzeugung mittels Kollektor und Kohlebürsten wird auch heute noch bei den Gleichstromgeneratoren (Dynamo) angewandt.

## Prinzip
Durch die Drehung einer Leiterschleife in einem Magnetfeld der magnetische Flussdichte {\displaystyle B} ändert sich der magnetische Fluss {\displaystyle \phi } durch die Schleife ständig. Dadurch wird in ihr eine Spannung {\displaystyle U_{\mathrm {ind} }} induziert. Beschreiben wir die Stellung der Schleife durch den Winkel {\displaystyle \gamma }, so beträgt der hindurchtretende magnetische Fluss:
{\displaystyle \phi =B\cdot A\cdot \cos \gamma }
Rotiert die Schleife mit der Winkelgeschwindigkeit ω, so ist
{\displaystyle \gamma =\omega \cdot t}
und die induzierte Spannung
{\displaystyle U_{\mathrm {ind} }=-{\frac {\mathrm {d} \psi }{\mathrm {d} t}}=U_{s}\cdot \sin \omega t}
Quelle:
Die durch die Rotation im Leiter induzierte Spannung kann durch Bürsten an den Schleifringen abgegriffen werden. Bewegt sich der Leiter quer zum Magnetfeld, wirkt auf ihn bei Stromentnahme die Lorentzkraft. Diese hemmt die Bewegung der Schleife und somit ist zur Bewegung der Schleife mechanische Arbeit notwendig.

## Aufbau und Funktion

Wechselstromgenerator Zweipolige Innenpolmaschine

Wechselstromgenerator Vierpolige Innenpolmaschine

Der Wechselstromgenerator besteht aus einem Stator und einem Rotor. Die heute üblichen Wechselstromgeneratoren sind als Einphasen-Synchronmaschinen in Innenpolmaschinenbauweise ausgeführt, d. h. der Rotor ist magnetisch erregt und durch das Erregerfeld wird eine Spannung im Stator induziert. Zur Erregung kommen verschiedene Systeme zum Einsatz. So kann das Erregerfeld zum Beispiel durch Permanentmagnete bereitgestellt werden. Der Vorteil dabei besteht darin, dass keine Erregerleistung zugeführt werden muss. Eine andere Methode ist die Erregung mittels statischer Erregereinrichtung, bei der die Erregerleistung über Schleifringe zugeführt wird. Als Puffer und zur Stabilisierung der Erregerspannung dient manchmal ein kleiner Akkumulator. Zum Start ohne Akkumulator kann auch eine schwache Dauermagnetisierung des Rotors dienen. Nach dem Start des Vorganges der Selbsterregung muss der Erregerstrom geregelt werden, um die Ausgangsspannung konstant zu halten.
Der rotierende Feldmagnet induziert in den Statorspulen eine einphasige Wechselspannung, deren Frequenz von der Drehzahl der antreibenden Maschine und von der Polpaarzahl des Generators abhängig ist. Im Unterschied zum Gleichstromgenerator rotiert hier jedoch das erregende Feld und induziert somit einen Strom in der um das rotierende Feld angeordneten stehenden Statorwicklung.
Da Wechselstromgeneratoren eine einphasige Wechselspannung erzeugen, sind sie nur bedingt für den Betrieb am Verbundnetz geeignet. So gehören in Deutschland etwa die Generatoren zur Erzeugung von Strom für die Deutsche Bahn in diese Kategorie. Im Dreiphasennetz kann die Einspeisung dieser Einphasen-Wechselspannung zu einer Unsymmetrie führen, weshalb Wechselstromgeneratoren ansonsten nur in Kleinwasserkraftwerken am Netz betrieben werden.
Eine andere Art von Wechselspannungsgeneratoren sind Asynchrongeneratoren. Eine einphasige Asynchronmaschine ist, angeschlossen an Netzspannung, in der Lage, als Generator zu arbeiten, wenn sie um den Schlupf schneller als die Synchrondrehzahl gedreht wird. Ist kein Netzanschluss vorhanden, behilft man sich mit Kondensatoren, um die Blindleistung zu kompensieren bzw. die Erregung bereitzustellen. Solche selbsterregten Asynchron-Generatoren benötigen jedoch für den Betrieb eine Rest-Magnetisierung des Kurzschlussläufers oder einen Start-Stromimpuls.

## Einsatzbereiche
- Kleinwasserkraftwerke
- Kleine Windkraftanlagen
- Notstromaggregate (bis 2,2 kW)
- Wechselspannungslichtmaschine an Fahrrädern und manchen Motorrädern

## Gesetzliche Bestimmungen und sonstige Regelwerke
- EN 60 034 Teil 1 Allgemeine Bestimmungen für umlaufende elektrische Maschinen
- DIN IEC 34 Teil 7 Bauformen umlaufende elektrische Maschinen
- EN 60034-5 Schutzarten umlaufender elektrischer Maschinen
- EN 60034-6 Kühlarten, drehende elektrische Maschinen